# Alto de San Lázaro
El Alto de San Lázaro o Loma de los Ahorcados es una colina situada en el oeste de la ciudad colombiana de Tunja. Es un reconocido sitio histórico donde se encuentra la romería de la Iglesia de San Lázaro, construida en 1587 luego del cese de la peste que atacó la ciudad. De decoración barroca, es una iglesia con techo en artesas y arco en medio punto.